# デヴィッド・マーサー・マクドゥガル
デヴィッド・マーサー・マクドゥガル（英語: David Mercer MacDougall、繁体字: 麥道高、1904年12月8日 – 1991年5月13日）はイギリスの植民地官僚。第二次世界大戦後、1945年から1949年にかけて香港の植民地長官（輔政司）を務めた。

## 経歴
1928年、幹部候補生であったマクドゥガルは植民地省勤務となり、香港に配属された。1933年には南約理民府、翌年には北約理民府に務めた。1936年には立法評議会・行政評議会両局の副秘書を務め、同年には輔政司首席補佐兼立法局秘書に昇進した。
マクドゥガルは1941年には情報省の一員となっており、香港の戦いの間、中国国民党の諜報組織を率いる陳策提督と協力し、香港内における中国系住民の士気と秩序維持を行った。1938年に日本が華南に侵攻して以来、国民党はイギリスの警察組織と諜報機関と秘密裏に協力しており、陳を国民政府駐港全権連絡代表兼国民党港澳総支部主任委員に任命し、陳が構築した国民党の抗日工作員のネットワークを運用していた。これは、香港の中国系住民を味方につけ、三合会組織をコントロールし、日本のシンパを特定するのに役立った。マクドゥガルと陳は、1941年のクリスマスに5隻の小型魚雷艇で劇的な脱出を果たし、日本軍による香港占領から救われたイギリス、中国、デンマークの諜報員、海軍、海兵隊員計68人のうちの一人だった。最終的に重慶にたどり着いたマクドゥガルは、その後ビルマに向かった。
マクドゥーガルは1944年9月にHong Kong Planning Unit in Londonの責任者となり、終戦後の香港の英国への返還準備を任された 。マクドゥガルは、戦後も香港はイギリスの統治を受けるべきだが、イギリス政府は明確な方針の表明と地元住民の平等な扱いを行うべきであるとして政治改革を提唱し、その考えは後にヤング・プランとして結実した。
日本の降伏後、マクドゥガルは1945年9月7日香港に戻り、准将として軍政府の首席民政事務司となり、総司令官であるセシル・ハーコート提督の下で食糧供給、為替レートの管理、公衆衛生、法治といった復興行政を担当したほか、東江縦隊と協力して治安維持にあたった。また、香港義勇防衛軍や、解散した香港華人軍団兵士の再定住と補償も行った。マクドゥガルは9月16日、総督府でハーコートに対する日本軍の降伏に立ち会った。
1946年5月1日、香港がマーク・ヤング総督の下で民政復帰すると、マクドゥガルはその下で植民地長官となった。国共内戦と冷戦の影響を大きく受けた時期にあって、マクドゥガルは『国民日報』停刊や密貿易を巡り国民政府と交渉したほか、1948年には教育条例を改訂することで中国共産党と密接な関係にある左派学校の規制強化を試みた。このほか、政情不安によって再び戦争が勃発した場合、政府は限定的な規模で焦土作戦を実施するだろうと考えていた。香港の人権を促進するため、世界人権宣言の承認にも動いた。
ヤングが退任すると、マクドゥガルは1947年5月から7月25日まで一時的に総督代理を務めた。
1949年に植民地官僚を退いたマクドゥーガルは、1960年代後半までサフォークで農業を営んだ。その後はイースト・アングリアとスコットランドを行き来した。1991年5月、故郷パース近郊のストラステイで86歳で死去した。